# 黃佐炎

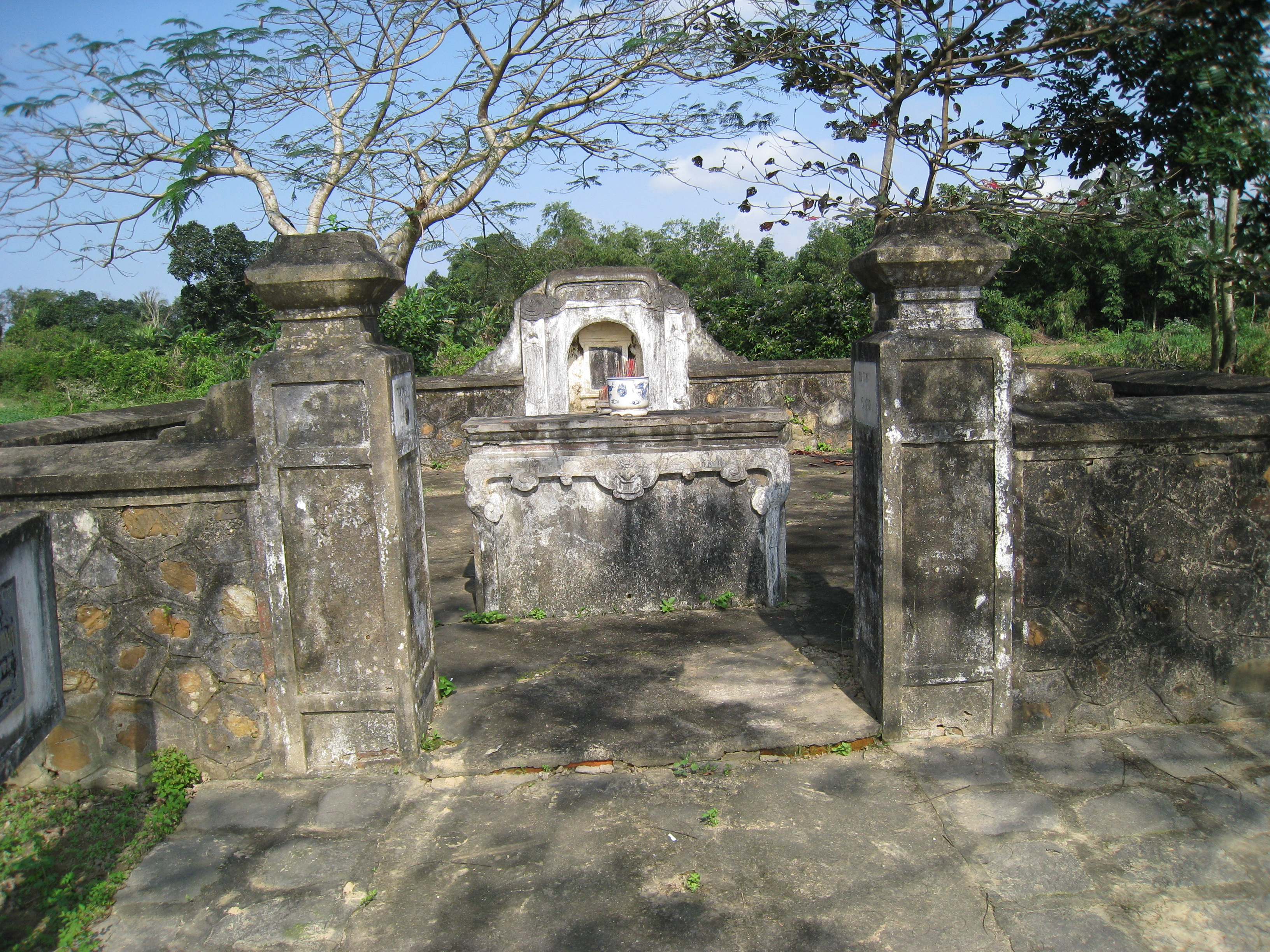
黃佐炎墓，位於今越南廣平省的麗水縣

黃佐炎（越南语：／，1820年—1909年），原名黃繼炎（越南语：／）。越南阮朝時期官員、文學家、歷史學家。

## 生平
黃佐炎是廣平省的廣寧府豐祿縣隆代總文羅社（今屬廣平省廣寧縣良寧社文羅村）人，慶和布政使黃金燦之子。紹治三年（1843年），黃佐炎憑父蔭入監，經廷挑，任司務一職，不久升任主事。同年，黃佐炎迎娶了明命帝第五女香羅公主阮玉光静，成為駙馬。後被封為迪忠子（越南语：／）。
黃佐炎在19世紀下半葉阮朝抗擊法國侵略中擔任指揮，並扮演著重要角色，然而卻鮮有勝利之戰。1883年3月，他試圖推翻河內地區弱小的法國駐軍的統治，但在嘉庫戰役中被擊敗。
1883年6月，劉永福率領黑旗軍在紙橋戰役中擊敗法軍，擊斃其指揮官李威利。在這次勝利的鼓舞下，黃佐炎率軍圍攻南定省的小股法國駐軍勢力，但法軍高級指揮官Pierre de Badens從正面和側面對黃佐炎的防禦工事同時展開進攻，佔領了城池。
協和帝即位後，晉封黃佐炎為迪忠伯（越南语：／）。但協和帝被廢後，協和帝在位期間晉升的爵位被廢止，黃佐炎恢復為迪忠子。
1883年12月，他參加了山西戰役，與劉永福的黑旗軍一起戰敗。
1884年4月，黃佐炎戰敗，被法國軍隊逐出興化和同文，退卻到離寧平省不遠的小城Phu Ngo。黃佐炎在該城遭到法軍波里也部的圍攻。但在1884年5月11日清朝與法國簽訂《天津專約》、以及6月6日阮朝和法國簽訂《第二次順化條約》之後，法軍就撤去了圍攻。
在中法戰爭期間，黃佐炎的部隊曾配合駐守興化附近的清軍抗擊法軍，但鮮少勝利。
黃佐炎雖然持反對法國的態度，但並不支持1885年夏季的勤王運動。他並不支持倡導勤王的尊室說以及咸宜帝，而是支持法國人於9月所擁立的同慶帝，而不少越南人認為同慶帝是法國的傀儡皇帝。

## 腳註
1. ↑  Huard, 91–2
2. ↑  Huard, 286–90

## 外部連結
- （越南文）黃繼炎 （页面存档备份，存于），越南科學圖書館